# Технічна поразка
Технічна поразка, перемога, нічия — результат у спортивних змаганнях, який зараховується одній з команд, що бере участь у змаганні, без проведення гри з суперником або після її дострокового закінчення, а також внаслідок скасування результату проведеної гри. Супернику сторони, що отримала технічну поразку, зараховується технічна перемога або обом сторонам зараховується нічия або поразка.
Технічна поразка, перемога або нічия присвоюються в ситуації, коли зустріч між суперниками з будь-якої причини не відбулася чи почалася, але не була завершена належним чином, який дозволяє зафіксувати результат зустрічі згідно із загальними правилами, або ж завершилася, але вже після завершення було виявлено грубе порушення правил або регламенту змагань однією або обома сторонами. Типовими прикладами таких ситуацій є:
- Неявка однієї або обох сторін на гру.
- Дострокове вибуття однієї з сторін з турніру.
- Припинення однієї із сторін гри до її завершення.
- Припинення гри суддею через дії вболівальників.
- Невиконання вимог судді.
- Участь у матчі гравця, який не мав на це права (дискваліфікованого, що не має громадянства відповідної країни тощо).
- Злісне порушення правил турніру або спортивної етики.

Як правило, присудження технічної поразки за порушення може бути оскаржене в установленому порядку у вищих спортивних інстанціях.
Крім того, технічна перемога або нічия може присуджуватися при проведенні турнірів по деяких системах правил, коли в черговому турі кому-небудь з учасників не знаходиться пари для гри. Наприклад, таке можливо в швейцарській системі при непарній кількості учасників, або в олімпійській системі при числі учасників, які не є ступенем двійки (в останньому випадку нічия присуджуватися не може — олімпійська система вимагає певного результату зустрічі).